# ام‌وی آدریاتیک
ام‌وی آدریاتیک (به انگلیسی: MV Adriatica) یک کشتی بود که طول آن ۸۵ متر (۲۷۸ فوت ۱۰ اینچ) بود. این کشتی در سال ۱۹۸۱ ساخته شد.